# Rumacon annulicornis
Rumacon annulicornis är en skalbaggsart som först beskrevs av Julius Melzer 1930.  Rumacon annulicornis ingår i släktet Rumacon och familjen långhorningar.
Artens utbredningsområde är Paraguay. Inga underarter finns listade i Catalogue of Life.